# Makron
| ◌̄                          | ◌̄                    |
| Diakritische Zeichen       | Diakritische Zeichen |
| Bezeichnung                | Zeichen              |
| -------------------------- | -------------------- |
| Akut, einfach              | ◌́                    |
| Akut, doppelt              | ◌̋                    |
| Breve, darüber             | ◌̆                    |
| Breve, darunter            | ◌̮                    |
| Cedille, darunter          | ◌̧                    |
| Cedille, darüber           | ◌̒                    |
| Gravis, einfach            | ◌̀                    |
| Gravis, doppelt            | ◌̏                    |
| Haken                      | ◌̉                    |
| Hatschek                   | ◌̌                    |
| Horn                       | ◌̛                    |
| Komma, darunter            | ◌̦                    |
| Koronis                    | ◌̓                    |
| Makron, darüber            | ◌̄                    |
| Makron, darunter           | ◌̱                    |
| Mittelpunkt                | ·                    |
| Ogonek                     | ◌̨                    |
| Punkt, darüber             | ◌̇                    |
| Punkt, darunter            | ◌̣                    |
| Querstrich                 | ◌̶                    |
| Ring, darüber              | ◌̊                    |
| Ring, darunter             | ◌̥                    |
| diakritischer Schrägstrich | ◌̷                    |
| Spiritus asper             | ◌̔                    |
| Spiritus lenis             | ◌̓                    |
| Tilde, darüber             | ◌̃                    |
| Tilde, darunter            | ◌̰                    |
| Trema, darüber             | ◌̈                    |
| Trema, darunter            | ◌̤                    |
| Zirkumflex                 | ◌̂                    |

Das Makron [ˈmaːkrɔn], auch Macron, Balken, Längestrich, Überstrich oder Querstrich genannt, ist ein diakritisches Zeichen zur Kennzeichnung einer besonderen Aussprache oder Betonung eines Vokals. Es ist ein waagerechter Strich über dem Buchstaben. Der Fachbegriff ist das im Neutrum substantivierte griechische Adjektiv μακρόν makrón („groß, lang“), deshalb im Plural Makra. Überstriche über den Konsonanten m oder n zur Konsonantenverdopplung dagegen sind Nasalstriche.

## Verwendung

### Menschliche Sprachen
Das Makron kommt unter anderem im Lettischen (garumzīme), Litauischen (brūkšnelis), Hawaiischen (Kahakō), Māori (Tohutō), Marshallesischen und in der lateinischen Transkription von Japanisch, Chinesisch (Pinyin), Arabisch, Persisch und südasiatischen Sprachen (Hindi, Sanskrit, Nepali …) vor, kann aber in verschiedenen Sprachen unterschiedliche Bedeutung haben.
- In den meisten Fällen – etwa in lateinischen und altgriechischen Wörterbüchern, im Lettischen und Litauischen oder bei der lateinischen Schreibung des Japanischen – zeigt es einen langen Vokal an (z. B. extrā). In dieser Verwendung ist das Gegenstück das Breve.
- Die altgriechischen Buchstaben Eta und Omega werden gewöhnlich mit einem Makron transkribiert (ē und ō), um die Verwechslung mit Epsilon beziehungsweise Omikron auszuschließen (siehe griechisches Alphabet). In diesem Fall dient das Makron einerseits zur Kennzeichnung der Vokallänge, andererseits aber auch zur Unterscheidung zweier Buchstaben der Ursprungsschrift.
- Für die Lautumschrift der chinesischen Sprache (Hanyu Pinyin) wird das Makron verwendet, um den ersten Ton (hoch und gleich bleibend) zu verdeutlichen.

### Formelzeichen
Der Überstrich wird häufig als Formelzeichen verwendet und als quer gelesen. Er bezeichnet
- in der Statistik den Mittelwert
- in der Booleschen Algebra die Negation
- in der Teilchenphysik ein Antiteilchen
- das konjugiert Komplexe einer Zahl
- in der Graphentheorie den Komplementgraphen
- den Abschluss einer Menge, z. B. {\displaystyle {\overline {\mathbb {R} }}:=\mathbb {R} \cup \{\pm \infty \}} als Vereinigungsmenge der reellen Zahlen mit {\displaystyle -\infty } und {\displaystyle \infty }.
- in der Programmiersprache APL als Präfix zur Markierung negativer Zahlen (z. B. ¯2 ¯1 0 1 2 für einen Vektor der Zahlen −2, −1, 0, 1 und 2) zur Unterscheidung von der Funktion - (negieren / minus)
- Das Symbol des Makrons bzw. Längestrichs wird auch verwendet, um das Winkel-Maß Strich zu kennzeichnen. Das Militär vieler Länder verwendet sie (6400¯ = 360°) für Kompasse sowie für Richtungs- und Entfernungsmessungen, weil der Sinus von 1¯ fast genau 0,001 ist.

## Darstellung und Eingabe auf dem Computer
Mit der deutschen Standard-Tastaturbelegung E1 wird das Zeichen als Alt Gr+w eingegeben. Diese Kombination wirkt als Tottaste, d. h. ist vor dem Grundbuchstaben einzugeben.
Mit der älteren deutschen Standard-Tastaturbelegung T2 wird das Zeichen als Alt Gr+t eingegeben. Diese Kombination wirkt als Tottaste, d. h. ist vor dem Grundbuchstaben einzugeben.
Auf der deutschen X11-Tastatur (de legacy) kann der entsprechende Buchstabe durch Alt Gr + Shift + +, gefolgt vom zugrundeliegenden Buchstaben erzeugt werden.
In HTML kann es mit der benannten Zeichenfolge &macr; gesetzt werden.
Weitere Darstellungs- und Eingabemöglichkeiten ergeben sich aus der folgenden Tabelle:
| Symbol | Bezeichnung          | Code   | Code    | Eingabe am Computer | Eingabe am Computer | Eingabe am Computer     | LaTeX    | LaTeX      | LaTeX                      |
| Symbol | Bezeichnung          | HTML   | Unicode | Windows             | Mac                 | Linux                   | Textsatz | Formelsatz | Ausgabe                    |
| ------ | -------------------- | ------ | ------- | ------------------- | ------------------- | ----------------------- | -------- | ---------- | -------------------------- |
| ¯      | Makron               | &#175; | U+00AF  | Alt + 0175          | Alt + 00AF          | Strg + Shift + U + 00AF | \=       | \bar{}     | {\displaystyle {\bar {}}}  |
| Ā      | Großes A mit Makron  | &#256; | U+0100  | Alt + 0256          | Alt + 0100          | Strg + Shift + U + 0100 | \=A      | \bar{A}    | {\displaystyle {\bar {A}}} |
| ā      | Kleines A mit Makron | &#257; | U+0101  | Alt + 0257          | Alt + 0101          | Strg + Shift + U + 0101 | \=a      | \bar{a}    | {\displaystyle {\bar {a}}} |
| Ē      | Großes E mit Makron  | &#274; | U+0112  | Alt + 0274          | Alt + 0112          | Strg + Shift + U + 0112 | \=E      | \bar{E}    | {\displaystyle {\bar {E}}} |
| ē      | Kleines e mit Makron | &#275; | U+0113  | Alt + 0275          | Alt + 0113          | Strg + Shift + U + 0113 | \=e      | \bar{e}    | {\displaystyle {\bar {e}}} |
| Ī      | Großes I mit Makron  | &#298; | U+012A  | Alt + 0298          | Alt + 012A          | Strg + Shift + U + 012A | \=I      | \bar{I}    | {\displaystyle {\bar {I}}} |
| ī      | Kleines i mit Makron | &#299; | U+012B  | Alt + 0299          | Alt + 012B          | Strg + Shift + U + 012B | \=i      | \bar{i}    | {\displaystyle {\bar {i}}} |
| Ō      | Großes O mit Makron  | &#332; | U+014C  | Alt + 0332          | Alt + 014C          | Strg + Shift + U + 014C | \=O      | \bar{O}    | {\displaystyle {\bar {O}}} |
| ō      | Kleines o mit Makron | &#333; | U+014D  | Alt + 0333          | Alt + 014D          | Strg + Shift + U + 014D | \=o      | \bar{o}    | {\displaystyle {\bar {o}}} |
| Ū      | Großes U mit Makron  | &#362; | U+016A  | Alt + 0362          | Alt + 016A          | Strg + Shift + U + 016A | \=U      | \bar{U}    | {\displaystyle {\bar {U}}} |
| ū      | Kleines u mit Makron | &#363; | U+016B  | Alt + 0363          | Alt + 016B          | Strg + Shift + U + 016B | \=u      | \bar{u}    | {\displaystyle {\bar {u}}} |

### Zeichensätze
Im Zeichensatz ASCII kommt das Makron nicht vor. In den Zeichensätzen der ISO-8859-Familie kommen ausgewählte Zeichen mit Makron vor.
Unicode enthält weitere fertig zusammengesetzte Zeichen mit Makron und kann beliebige Zeichen mit Makron durch Nachstellen eines kombinierenden Makrons (U+0304) darstellen.

### TeX und LaTeX
TeX und LaTeX können beliebige Zeichen mit Makron darstellen. Es gibt dazu zwei verschiedene Befehle
- im Textmodus für den Textsatz erzeugt \=a ein ā (um bei i und j den Punkt zu unterdrücken, wird z. B. \=\i anstelle von \=i für ī verwendet)
- im mathematischen Modus für den Formelsatz erzeugt \bar{a} die Formel {\displaystyle {\bar {a}}}